# Oxycantha
Oxycantha is een geslacht van vliesvleugeligen uit de familie Eulophidae. De wetenschappelijke naam van dit geslacht is voor het eerst geldig gepubliceerd in 1996 door Surekha & Ubaidillah.

## Soorten
Het geslacht Oxycantha is monotypisch en omvat slechts de volgende soort:
- Oxycantha darwini Surekha & Ubaidillah, 1996